# Централна линија (Лондонски метро)
Централна линија (енгл. Central Line) је најдужа линија лондонског метроа. На мапи се приказује црвеном бојом. Једна је од дубинских линија. Од 49 станица колико опслужује, 20 су подземне. Друга је по реду по протоку путника у Лондону.
Линија је отворена као централна лондонска железница 1900., прелазећи централни Лондон на траси исток-запад дуж централне трговачке Оксфорд улице до финансијског центра Лондона. Тридесетих година 20. века створени су планови за проширење у нова предграђа, преузимајући трасе ван предграђа до граница Лондона и даље на истоку. Ови пројекти су углавном реализовани након Другог светског рата, када је градња стала, а неискоришћени тунели су коришћени као противваздушна склоништа и фабрике. Међутим, раст приградских насеља био је ограничен: од планираних проширења једно (до Денхама, Бакингемшир) је прекинуто, а источни крај Онгара је коначно затворен 1994. због слабог покровитељства. Централна линија је углавном управљана аутоматским возом од великог реновирања 90-их, иако сви возови и даље возе машиновође. Многе његове станице су од историјског значаја, од зграда централне лондонске железнице у западном Лондону до послератног модернистичког дизајна, као и железнице Источних округа из викторијанске ере и Железничке зграде источно од Стратфорда.
По укупном броју путника, централна линија је трећа најпрометнија у метроу. Током 2019. на линији је забележено преко 300 милиона путника.